# Runemo
Runemo is een plaats in de gemeente Ovanåker in het landschap Hälsingland en de provincie Gävleborgs län in Zweden. De plaats heeft 283 inwoners (2005) en een oppervlakte van 67 hectare.

## Verkeer en vervoer
Bij de plaats loopt de Riksväg 50.
De plaats had vroeger een goederenstation aan de hier opgeheven spoorlijn Bollnäs - Orsa.